# 13 agosto
Il 13 agosto è il 225º giorno del calendario gregoriano (il 226º negli anni bisestili). Mancano 140 giorni alla fine dell'anno.

## Eventi
- 408 – Istigati dal magister officiorum Olimpio, alcuni contingenti militari romani di stanza a Ticinum si sollevano uccidendo gli ufficiali; è il primo passo della rivolta che porterà alla morte di Stilicone.
- 523 – Elezione di papa Giovanni I
- 1099 – Elezione di papa Pasquale II
- 1315 – Re Luigi X di Francia sposa Clemenza d'Ungheria
- 1415 – Re Enrico V d'Inghilterra sbarca in Francia alla guida di 8000 uomini
- 1521 – Tenochtitlán (l'odierna Città del Messico) cade nelle mani del conquistador Hernán Cortés
- 1553 – Michele Serveto viene arrestato a Ginevra per volere di Giovanni Calvino con l'accusa di eresia.
- 1645 – Firma del Trattato di Brömsebro fra Danimarca-Norvegia e Svezia
- 1704 – Guerra di successione spagnola: battaglia di Blenheim – John Churchill, duca di Marlborough e il principe Eugenio di Savoia sbaragliano francesi e bavaresi.
- 1849 – Con la Resa di Világos ha termine la Rivoluzione ungherese del 1848.
- 1905 – Norvegia: referendum sullo scioglimento dell'Unione con la Svezia
- 1906 – Incidenti razziali a Brownsville (Texas), dove alcuni soldati di colore appartenenti al noto reggimento dei Buffalo Soldier vengono accusati dalla popolazione locale di aver ucciso un barman ed un poliziotto bianco durante dei tafferugli.
- 1920 – Guerra sovietico-polacca: inizia la battaglia di Varsavia, durerà fino al 25 agosto. L'Armata Rossa viene sconfitta
- 1923 – La prima grande nave arriva a Gdynia, il nuovo porto di mare polacco appena completato
- 1935 – Disastro di Molare: un'esondazione del lago di Ortiglieto dovuta al crollo di una diga provoca 111 vittime
- 1940 – Seconda guerra mondiale: battaglia d'Inghilterra – La Luftwaffe scatena l'Adlertag ("giorno dell'aquila")
- 1942 – Prima del cartone animato Bambi, di Walt Disney
- 1943 – Seconda guerra mondiale: Roma viene nuovamente bombardata dagli Alleati.
- 1960 – La Repubblica Centrafricana dichiara l'indipendenza dalla Francia
- 1961 – Berlino (Germania): il governo della Germania Est fa erigere il Muro di Berlino
- 1968 – Alekos Panagulis attenta alla vita del dittatore greco Geōrgios Papadopoulos
- 1975 – Attentato al Bayardo Bar - Belfast, un commando della Brigata Belfast dell'IRA compie un assalto ad un bar frequentato da elementi dell'Ulster Volunteer Force uccidendo 4 civili e un militante.
- 1980 – Il presidente del Suriname Johan Ferrier viene deposto a seguito di un colpo di Stato militare guidato da Dési Bouterse.
- 2001
  - Macedonia: i partiti macedoni slavi e albanesi firmano a Skopje un accordo politico per porre fine a sei mesi di guerra civile. L'UCK firma con la Nato un accordo per il disarmo delle sue milizie. Il 22 comincia la missione Nato "Raccolto essenziale".
  - La moneta unica europea ritorna sopra la soglia dei 90 centesimi di dollaro.
- 2004 – I Giochi della XXVIII Olimpiade si aprono ufficialmente ad Atene.
- 2012 – La sonda Voyager 2 batte il record di longevità.

## Nati
Ci sono circa 1 090 voci su persone nate il 13 agosto; vedi la pagina Nati il 13 agosto per un elenco descrittivo o la categoria Nati il 13 agosto per un indice alfabetico.

## Morti
Ci sono circa 470 voci su persone morte il 13 agosto; vedi la pagina Morti il 13 agosto per un elenco descrittivo o la categoria Morti il 13 agosto per un indice alfabetico.

## Feste e ricorrenze

### Civili
Internazionali:
- Giornata internazionale dei mancini

### Religiose
Cristianesimo:
- San Ponziano, papa, martire
- Sant'Ippolito di Roma, sacerdote, martire
- Sant'Antioco di Lione, vescovo
- San Benildo Romançon, religioso
- San Cassiano di Imola, martire
- San Cassiano di Todi, vescovo e martire
- Santa Concordia, martire
- San Giovanni Berchmans, giovane gesuita, studente di filosofia (scolastico)
- Santa Piroska d'Ungheria (Irene), imperatrice (Chiesa ortodossa)
- San Massimo il Confessore, teologo bizantino
- Santi Pietro di Santa Maria e Simone de Lara, martiri mercedari
- Santa Radegonda, regina di Francia
- San Sventibaldo di Lotaringia, re
- San Tichon di Zadonsk, vescovo (Chiesa ortodossa russa)
- San Vigberto di Fritzlar, abate
- Beato Benedetto Sinigardi, francescano
- Beata Gertrude di Altenberg, badessa premostratense
- Beata Gertrudis Llamazares Fernández (Dorotea), vergine e martire
- Beato Giovanni Agramunt Riera, sacerdote scolopio, martire
- Beato Giuseppe Bonet Nadal, sacerdote salesiano e martire
- Beato Guglielmo Freeman, martire
- Beato Jakob Gapp, sacerdote e martire
- Beato Josep Tàpies Sirvant e 6 compagni, martiri spagnoli
- Beato Marco d'Aviano, sacerdote cappuccino
- Beati martiri di Barbastro, clarettiani spagnoli
- Beato Modesto da Albocacer, sacerdote e martire
- Beati Patrizio O'Healy e Conn O'Rourke, martiri
- Beato Pietro Gabilhaud, martire

Religione romana antica e moderna:
- Idi (Feriae Iovi)
- Natale di Diana
- Natale di Vertumno
- Natale di Ercole Vittore (Hercules Victor)